# Castelo de Idanha-a-Velha
O que resta do Castelo de Idanha, também designado como Torre dos Templários, localiza-se em Idanha-a-Velha, na atual freguesia de Monsanto e Idanha-a-Velha, Município de Idanha-a-Nova, Distrito de Castelo Branco, em Portugal.
Na realidade o conjunto de defesas da antiga vila, constituía-se, à época medieval, por uma torre e pela antiga cerca da povoação. O conjunto encontra-se compreendido nos testemunhos da estação arqueológica de Idanha-a-Velha, uma das importantes do país.
O Conjunto Arquitectónico e Arqueológico de Idanha-a-Velha, no qual o Castelo de Idanha-a-Velha se insere, encontra-se classificado como Monumento Nacional por Decreto publicado em 31 de Dezembro de 1997.

## História

### Antecedentes
A primitiva ocupação humana de seu sítio, uma suave ondulação do terreno, remonta à época da Invasão romana da Península Ibérica, quando aqui se fundou um importante centro à época do Imperador  Augusto, denominado como Cidade dos Igeditanos (Civitas Igaeditanorum), no percurso da chamada Via da Prata, a estrada que ligava Bracara Augusta (atual Braga) a Emerita Augusta (hoje Mérida). Data deste período, acredita-se que por volta do século II, a primeira cerca defensiva da povoação, com uma extensão aproximada de 750 metros, reforçada por seis torres de planta semicilíndrica e uma de planta rectangular. Essa cerca era rasgada por duas portas.
Posteriormente, a povoação foi ocupada por Suevos e por Visigodos, que a denominaram Egitânia, quando veio a ser sede de um bispado (século IV). Diante da Invasão muçulmana da Península Ibérica, estes a designaram como Eydaiá, procedendo-lhe a remodelação da cerca defensiva por volta do século IX.

### A torre medieval
Sob o reinado de D. Afonso Henriques (1112-1185), o patrimônio fundiário da Ordem dos Templários estendeu-se até à Beira Baixa, com a doação de Idanha-a-Velha e de Monsanto, a D. Gualdim Pais, 6º Mestre da Ordem em Portugal, conforme Carta de Doação passada pelo soberano em 30 de Novembro de 1165:
Afonso, notável rei do Condado Portucalense, filho de Henrique e da Rainha D. Teresa e neto do grande e ilustríssimo Imperador de Espanha, por nós ao mestre Galdino e a todos os Irmãos da Ordem dos Templários que estão no meu reino, faço uma vasta e fortíssima doação da região da Idanha[-a-Velha] e de Monsanto com os limites: Seguindo o curso da água do rio Erges e entre o meu reino e o de 'Legiones' até entrar no [rio] Tejo e da outra parte seguindo o curso da água do [rio] Zêzere que igualmente entra no Tejo (...).
Posteriormente, seu filho e sucessor, D. Sancho I (1185-1211), em 1197, confirmou a doação de Idanha-a-Velha ao 7° Mestre da Ordem, D. Lopo Fernandes, que complementou, em 1199, com a doação da Açafa. Constituiu-se assim um vasto domínio que se estendia do termo de Idanha até ao de Belver.
Datará deste período, por volta de 1197, sobre o embasamento do antigo templo romano, primitiva área do forum, a ereção de uma torre de pedra, denominada localmente como Torre dos Templários, Torre de Menagem ou Castelo de Idanha.
Sede de município e de diocese, a povoação teve a sua cerca reforçada à época do reinado de D. Dinis (1279-1325).
Posteriormente, D. Manuel I (1495-1521), visando incentivar o seu povoamento, concedeu foral à vila (1510).

### Do século XIX aos nossos dias
Passados séculos de ruralização, o antigo município de Idanha-a-Velha foi declarado extinto em 1879, data em que passou a ser uma freguesia do concelho de Idanha-a-Nova.
No alvorecer do século XX, a partir de 1903, os estudiosos Félix Alves Pereira e Francisco Tavares Proença Júnior iniciaram os trabalhos de prospecção arqueológica em Idanha-a-Velha. Posteriormente, uma campanha sistemática foi desenvolvida, a partir de 1955, pelos arqueólogos Fernando de Almeida e Veiga Ferreira. A povoação é considerada como uma autêntica aldeia-museu em virtude do seu espólio patrimonial e cultural, considerado um dos mais ricos do país. 